# Висока-над-Ужем
Висока-над-Ужем (словац. Vysoká nad Uhom) — село, громада в окрузі Михайлівці, Кошицький край, Словаччина. Село розташоване на висоті 109 м над рівнем моря по лизу річки Уж. Населення — 763 чол. (2006). Вперше згадується в 1214 році. В селі є бібліотека та футбольне поле.

## Населення
| Рік:            | 1994. | 2004.    | 2014.   | 2024.   |
| --------------- | ----- | -------- | ------- | ------- |
| Кількість осіб: | 926   | 796      | 811     | 744     |
| Різниця:        |       | -14,03 % | +1,88 % | -8,26 % |

| Рік:            | 2023. | 2024.   |
| --------------- | ----- | ------- |
| Кількість осіб: | 747   | 744     |
| Різниця:        |       | -0,40 % |

## Пам'ятки
У селі є греко-католицька церква Різдва Пресвятої Богородиці з першої половини 19 століття в стилі бароко-класицизму та римо-католицький костел з початку 19 століттяв стилі класицизму.

## Відомі люди
У Високій-над-Ужем народилася, проживала і 22 листопада 1944 року зазнала мученицької смерті від рук радянського солдата блаженна Анна Колесарова.